# Mario Casas
Mario Alberto Casas Sierra (La Coruña, 12 giugno 1986) è un attore spagnolo, famoso per aver recitato nelle serie televisive Los hombres de Paco ed El Barco.

## Biografia
Mario Casas iniziò la sua carriera cinematografica recitando in alcune serie televisive, tra le quali Obsesión, Motivos personales e Mujeres. Il suo primo ruolo di successo lo ottenne nel 2006 nel film El camino de los ingleses diretto da Antonio Banderas. Altro ruolo che gli fece ottenere grande successo fu quello di Javi nella serie televisiva SMS, sin miedo a soñar. Ma il successo internazionale lo ottenne nel ruolo di Aitor Carrasco nella serie televisiva Los hombres de Paco, nella quale recitò dal 2007 al 2010.
Nel 2009 recitò in due film di successo: Fuga de cerebros, insieme ad Amaia Salamanca e in Grosse bugie con Yon González, Ana Polvorosa, Ana de Armas e Hugo Silva. In Grosse bugie ha interpretato il ruolo di Tony, un ragazzo segretamente innamorato dell'amico Nico, interpretato da Yon González. Nel film i due attori appaiono in diverse scene di nudo e questo diede adito ad alcune voci che ritenevano sia Casas che González omosessuali, ma entrambi gli attori hanno smentito queste voci. Nel 2010, Casas recitò nel film Tres metros sobre el cielo accanto a María Valverde. Fu il più grande successo spagnolo dell'anno. Il sequel Tengo ganas de ti, nel quale recitano Casas, Valverde e Clara Lago, è uscito nel 2012.
Dal 2011 Casas ha recitato nella serie televisiva El Barco insieme a Blanca Suárez. Nel 2013 Casas ha recitato in tre film: Eden, diretto da Shyam Madiraju ed interpretato anche da Jessica Lowndes, James Remar, Sung Kang e Diego Boneta; Ismael di Marcelo Piñeyro e Le streghe son tornate di Álex de la Iglesia con Hugo Silva.

### Vita privata
Mario Casas Sierra è nato a La Coruña, in Galizia, nel 1986. Ha tre giovani fratelli: Sheilla, Christian (n. 1992) e Óscar (n. 1998). Christian e Óscar sono anch'essi attori, mentre Sheilla è studentessa di legge. Nel 1994 Mario e la sua famiglia si trasferirono a Barcellona. Inizialmente Mario voleva fare o il poliziotto o il calciatore, ma decise di fare l'attore a diciassette anni, dopo essersi trasferito a Madrid ed essersi iscritto alla Cristina Rota School of Dramatic Arts. Tifoso del Deportivo La Coruña e del Barcellona, nel 2009 ha iniziato una relazione con l'attrice María Valverde mentre entrambi erano impegnati nelle riprese del film La mula, uscito solamente nel maggio 2013 a causa di vari problemi. Nel 2011 è stato collocato al 1º posto nella lista degli attori spagnoli più sexy stilata da 20 minutos.

## Filmografia

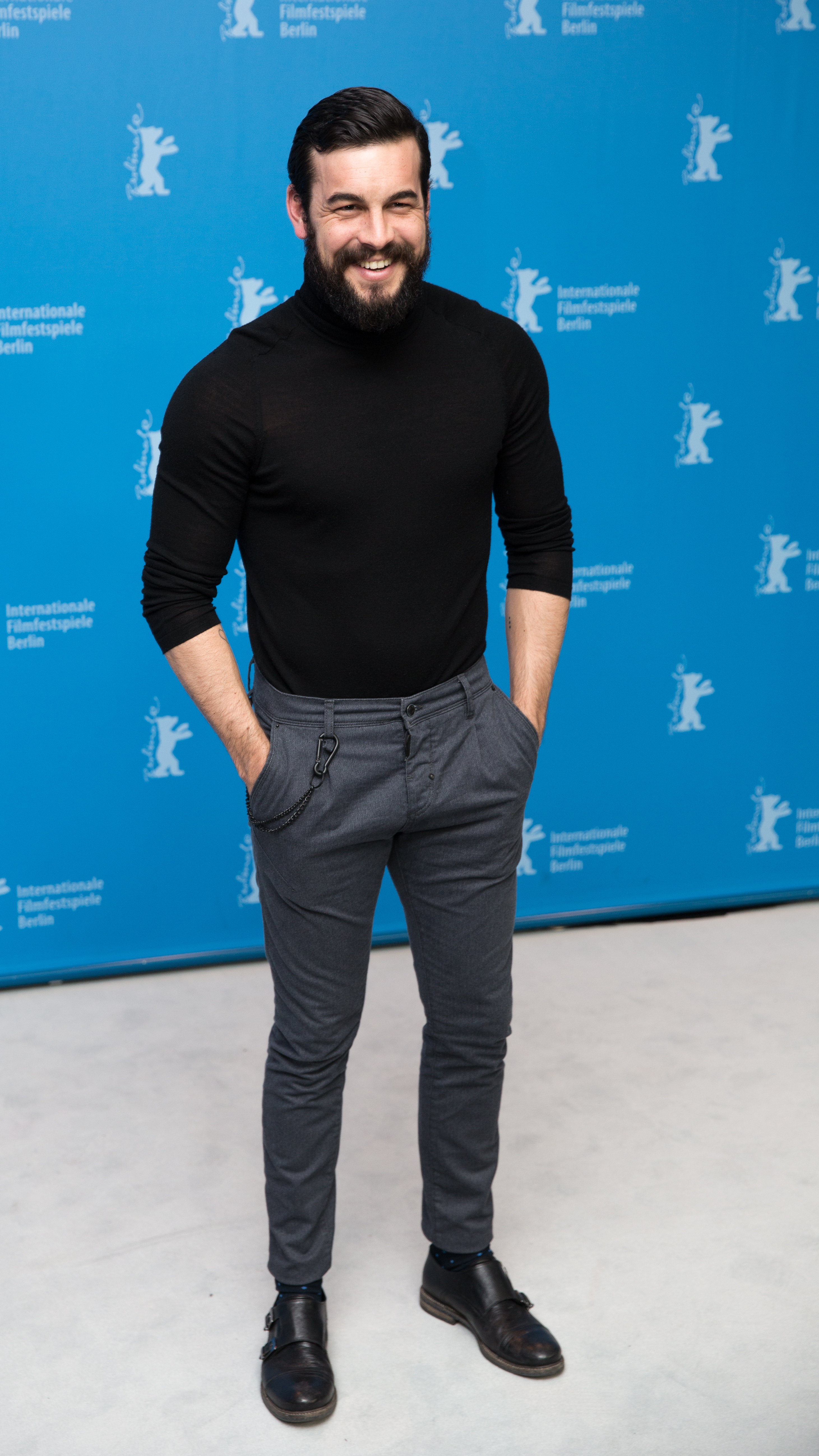
Mario Casas alla Berlinale 2017

### Cinema
- El camino de los ingleses, regia di Antonio Banderas (2006)
- Sintonía Diario Pop, regia di Guillermo Mieza - cortometraggio (2007)
- Grosse bugie (Mentiras y gordas), regia di Alfonso Albacete e David Menkes (2009)
- Fuga de cerebros, regia di Fernando González Molina (2009)
- Paco, regia di Jorge Roelas - cortometraggio (2009)
- Dinero fácil, regia di Carlos Montero - cortometraggio (2010)
- Miedo, regia di Jaume Balagueró - cortometraggio (2010)
- Carne de neón, regia di Paco Cabezas (2010)
- Tres metros sobre el cielo, regia di Fernando González Molina (2010)
- Unit 7 (Grupo 7), regia di Alberto Rodríguez Librero (2012)
- Tengo ganas de ti, regia di Fernando González Molina (2012)
- La mula, regia di Michael Radford (2013)
- Boys on Film 9: Youth in Trouble, regia collettiva (2013) - (episodio "Easy Money")
- Le streghe son tornate (Las brujas de Zugarramurdi), regia di Álex de la Iglesia (2013)
- Ismael, regia di Marcelo Piñeyro (2013)
- A Lonely Sun Story, regia di Enrique F. Guzmán e Juanma Suárez - cortometraggio (2014)
- Eden, regia di Shyam Madiraju (2015)
- The 33, regia di Patricia Riggen (2015)
- Mi gran noche, regia di Álex de la Iglesia (2015)
- Palme nella neve (Palmeras en la nieve), regia di Fernando González Molina (2015)
- Toro, regia di Kike Maíllo (2016)
- Contrattempo (Contratiempo), regia di Oriol Paulo (2016)
- El bar, regia di Álex de la Iglesia (2017)
- Sotto la pelle del lupo (Bajo la piel de lobo), regia di Samu Fuentes (2018)
- Il fotografo di Mauthausen (El fotógrafo de Mauthausen), regia di Mar Targarona (2018)
- El Hormiguero: Vacaciones en el Titanic, regia di Pablo Motos e Jorge Salvador - cortometraggio (2019)
- Adiós, regia di Paco Cabezas (2019)
- Dov'è la tua casa (Hogar), regia di David Pastor e Àlex Pastor (2020)
- Hormigueddon, regia di Pablo Motos e Jorge Salvador - cortometraggio (2020)
- El practicante, regia di Carles Torras (2020)
- Non uccidere (No matarás), regia di David Victori (2020)[9][10]
- La Tarotista, regia di Martina Hache - cortometraggio (2021)
- Bird Box Barcellona (Bird Box Barcelona), regia di Álex Pastor e David Pastor (2023)

### Televisione
- Motivos personales - serie TV, 1 episodio (2005)
- Obsesión - serie TV, 7 episodi (2005)
- Mujeres - serie TV, 1 episodio (2006)
- SMS, sin miedo a soñar - serie TV, 184 episodi (2006-2007)
- Los hombres de Paco - serie TV, 78 episodi (2007-2010)
- El barco - serie TV, 43 episodi (2011-2013)
- Paquita Salas - serie TV, 1 episodio (2018) non accreditato
- Instinto - serie TV, 8 episodi (2019)
- Suburbia killer (El inocente), regia di Oriol Paulo - miniserie TV (2021)

## Riconoscimenti
- EñE Film Awards 2009 come miglior attore non protagonista per Grosse bugie
- Fotogrammi d'argento 2012 come miglior attore per Grupo 7
- Premio Goya per il miglior attore protagonista 2021 in Non uccidere (No matarás)[11]